# Llibre de les dones

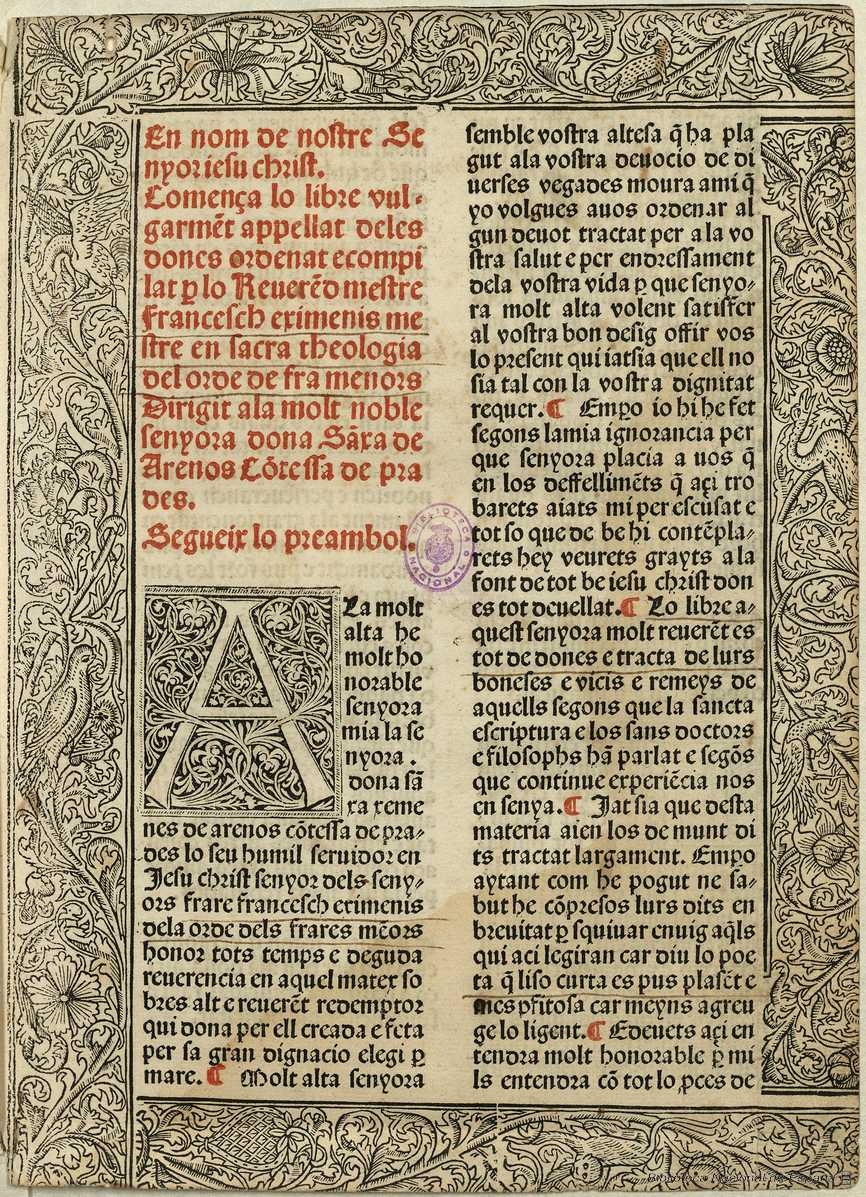
Início da edição incunábula do Llibre de les Dones de Francesc Eiximenis impressa em Barcelona em 1495.

O Llibre de les Dones (Livro das mulheres) é um livro escrito possívelmente entre 1387 e 1392 por Francesc Eiximenis em catalão em Valência e dedicado a Sanxa Ximenes d'Arenós, condessa de Prades.
Quanto à data de composição, tem certa discrepância, ja que outros estudosos, como o pai Martí de Barcelona, OFM Cap, data a obra por volta de 1396. Curt Wittlin inclina-se não obstante a datar a obra entre 1387 e 1392 com base em dois fatores. Em primeiro lugar, neste libro trata Eiximenis de maneira abreviada matérias das que iba a tratar noutros libros não escritos de Lo Crestià. Pode-se crer, então, que aproveitou a ocasão de lhe escrever para utilizar estos materiais que ja tinha preparados. Em segundo lugar, este livro tem muitas referências aos anjos. Como astuciosamente indica o professor Wittlin, o aver tantas referências a este tema explica-se porque Eiximenis com certeza ja tinha in mente a composição da sua seguinte obra, o Llibre dels àngels (Livro dos anjos), dedicada a este tema, e escrito em 1392.

## Estructuração e contido
O livro consta de trezentos noventa e seis capítulos, divididos em cinco partes, despois duma introdução geral. Estas cinco partes correspondem co'os diversos estados da mulher: menina, solteira, casada, viúva e freira. 

### Educação da mulher segundo diretrices medievais
O livro, nos capítulos iniciais, pretende ser um manual de instrução das mulheres, parecido a outros deste tempo. Parece influído aquí por outros compêndios desta classe, como De eruditione filiorum nobilium (Sobre a erudição dos filhos dos nobles) (circa 1250), de Vincent de Beauvais, OP, que influiu muito em toda a Idade Média ja que dava directrices básicas para a educação femenina.

### Volumes não escritos deLo Crestià
A parte final, não obstante, a dedicada ás freiras, que é a mais longa, é um pequeno compéndio de teología, onde pode-se perceber a finalidade divulgadora e ao mesmo tempo catequizadora da obra eiximeniana. É nesta parte onde Eiximenis junta bona parte de materiais (ainda que sejan a nível elemental e esquemático), destinados sem dúvida a volumes não escritos de Lo Crestià. Desta maneira, trata das virtudes teologais (sobre as que deveria ter tratado o Cinquè, ou quinto volume), as virtudes cardinais (sobre as que deveria ter tratado o Sisè, ou sexto volume), e sobre os dez mandamentos (sobre os que deveria ter tratado o Setè, ou sétimo volume). 
Doutras matérias que aparecem neste livro de maneira dispersa deveriam ter tratado igualmente outros volumes não escritos de Lo Crestià. Por exemplo falamos do matrimônio e da penitência (lembremos que o Desè, ou décimo volume, deveria ter tratado os sacramentos), ou da votos religiosos e da contemplação (o Onzè, ou onze avos volume, deveria ter tratado sobre o estamento eclesiástico) ou dos capítulos finais, que tratam sobre temas escatológicos (o Tretzè, ou treze avos volume, deveria ter tratado sobre Escatologia e o fim do mundo, e sobre o prémio ou castigo que recibiram as pessoas então, segundo a mentalidade medieval.
Além disso, volta a tratar de maneira resumida temas dos que ja tinha falado no Terç (Terceiro volume de Lo Crestià), como por exemplo dos sete pecados capitais e dos cinco sentidos corporais.

## Traduções ao espanhol
Deste livro se fizeram muitas traduções ao espanhol, e inclusive se utilizou una dessas traduçções para a educação das quatro filhas dos Reis Católicos.
Se fez, ademais, uma adaptação, de autor hoje desconhecido, com algumas mudanças, também em espanhol, publicada em 1542, conhecida co'o nome de Carro de las Donas.

## Edições digitais

### Incunábulos
- Edição na Biblioteca Digital Hispánica da edição incunábula impressa por Joan Rosembach (Barcelona, 8 maio de 1495).[7]

### Edições antigas
- Edição em Somni (Coleção digitalizada do fondo antigo da Universidade de Valência) da edição do Carro de las Donas feita por Juan de Villaquigrán em Valladolid em 1542.

### Edições modernas
- Edição do Llibre de les dones (Barcelona. Curial Edicions Catalanes. 1981. XXXVII+620. Introdução de Curt Wittlin). Tese doutoral de Franck Naccarato dirigida por Joan Coromines lida na Universidade de Chicago em 1965.

### OLlibre de les donesdentro das obras completason line
- Obras completas de Francesc Eiximenis (em catalão e em latim).